# Небесные воины (фильм)
Небесные воины - канадский фильм в жанре фантастического боевика 1996 года режиссёра Питера Сватека. Главные роли сыграли Родди Пайпер, Билли Драго и Джейн Хайтмайер

## Описание сюжета
Дело происходит в недалёком будущем, в 2009 году в городе Бостон. Население Земли столкнулось с серьёзными экологическими проблемами, на планете  царит вечная ночь. Заключённый колонии максимальной безопасности на Луне преступник Адриан Дан устраивает драку с другим зеком и убивает его, Некий паразит, выскочивший из тела жертвы заражает Дана  и он умирает. Его тело доставляют на Землю для исследований. Однако Дан воскресает, убегает и, в поисках своей любимой девушки Кэти, нападает на проституток. Детектив полиции Кэмерон Грейсон случайно замечает фоторобот преступника, составленный его жертвой, узнаёт в нём Дана и устремляется на его поиски. Тем временем команда микробиологов доктора Янг и Вашингтон обнаруживает, что Дан заразил свою жертву неким опасным вирусом. В теле жертвы вырастают некие паразиты, разорвав оболочку, они выскакивают наружу и заражают Вашингтона. Мужественный учёный добровольно затворяется в блоке и продолжает исследования. Он приходит к выводу, что вирус есть искусственное творение некой внеземной расы, его жертвы начинают выдыхать в атмосферу чистый метан, подготавливая тем самым планету к колонизации. Понимая исключительную опасность вируса, Вашингтон запускает программу стерилизации блока и сгорает заживо.
Тем временем, Дан начинает преследовать доктора Янг. Выясняется, что он неуязвим для огнестрельного оружия. Грейсон рассказывает Янг, что Дан был в прошлом его лучшим другом. Грейсон женился на Кэти, не зная, что она была девушкой Дана. Дан и Кэти расстались из-за подспудной склонности Дана к насилию. Дан изнасиловал и избил Кэти, она умерла от побоев а Дана отправили в колонию на Луну. В финальной битве Дан избивает Грейсона, но Янг уничтожает преступника.

## В ролях
- Родди Пайпер — детектив Кэмерон Грейсон
- Билли Драго — Адриан Дан
- Джейн Хайтмейер — доктор Кирби Янг
- Тайрон Бенскин — доктор Джин Вашингтон